# یوشان
یوشان یا کوه یو (به چینی: 玉山، پین‌یین: Yùshān) به‌معنای کوه یشم، کوهی است در تایوان که بلندترین کوه شرق آسیا و چهارمین کوه بلند واقع در یک جزیره محسوب می‌شود. مهاجران انگلیسی‌زبان و مبلغان مذهبی در گذشته این کوه را با نام کوه موریسون می‌شناختند که گمان می‌رود به افتخار رابرت موریسون، مبلغ مذهبی سدهٔ نوزدهمی، چنین نامیده شده بود. اما امروزه آنرا با همان نام یوشان یا کوه یشم (به انگلیسی: Jade Mountain) می‌شناسند.
قلهٔ یوشان در زمستان اغلب پوشیده از لایهٔ ضخیمی از برف است که باعث می‌شود سزتاسر قله همچون یشم بدرخشد. همین موضوع سبب ناگذاری کوه به یوشان یا کوه یشم شده است.
در تاریخ ۲۱ ژوئیهٔ ۲۰۰۹، یوشان به‌عنوان یکی از ۲۸ فینالیست نظرخواهی عجایب هفت‌گانهٔ طبیعی جدید انتخاب شد. این کوه همچنین در بین ۷۷ نامزد، جایگاه بالایی را در ردهٔ «کوه‌ها و آتشفشان‌ها» در دور نخست رأی‌گیری که در ۷ ژوئیهٔ ۲۰۰۹ به‌پایان رسید به‌خود اختصاص داده بود.
کوه یوشان و دیگر کوه‌های پیرامون آن در رشته‌کوه یوشان قرار دارند که این رشته‌کوه خود بخشی از پارک ملی یوشان را در تایوان تشکیل می‌دهد. این پارک ملی بزرگترین، مرتفع‌ترین و کم‌دسترس‌ترین پارک در تایوان است که بیشترین میزان از باقیماندهٔ مناطق دست‌نخوردهٔ این جزیره را در بر می‌گیرد. پارک ملی یوشان همچنین از نظر جنگل‌های بکر و تنوع جانوران آن از جمله بسیاری از گونه‌های بومی دارای ارزش است.
یوشان با ۳٬۹۵۲ متر ارتفاع از سطح دریا بلندترین قلهٔ رشته‌کوه یوشان به‌شمار می‌رود. این کوه زمانی در درون اقیانوس قرار داشت اما با لغزیدن صفحه اوراسیا به زیر صفحه دریای فیلیپین در مجاورت آن، بالا آمده و به ارتفاع امروزیش رسید. آب‌های اقیانوس آرام در کرانه‌های شرقی تایوان ژرفند و دامنه‌های زیر دریایی کوه یو با درجهٔ ۱:۱۰ تا اعماق اقیانوس که ژرفایش در فاصلهٔ ۵۰ کیلومتری از ساحل به بیش از ۴۰۰۰ متر می‌رسد فرو رفته است. با در نظر گرفتن این موضوع، کل ارتفاع یوشان از کف اقیانوس تا قلهٔ آن به ۸۰۰۰ متر خواهد رسید.

## نگارخانه

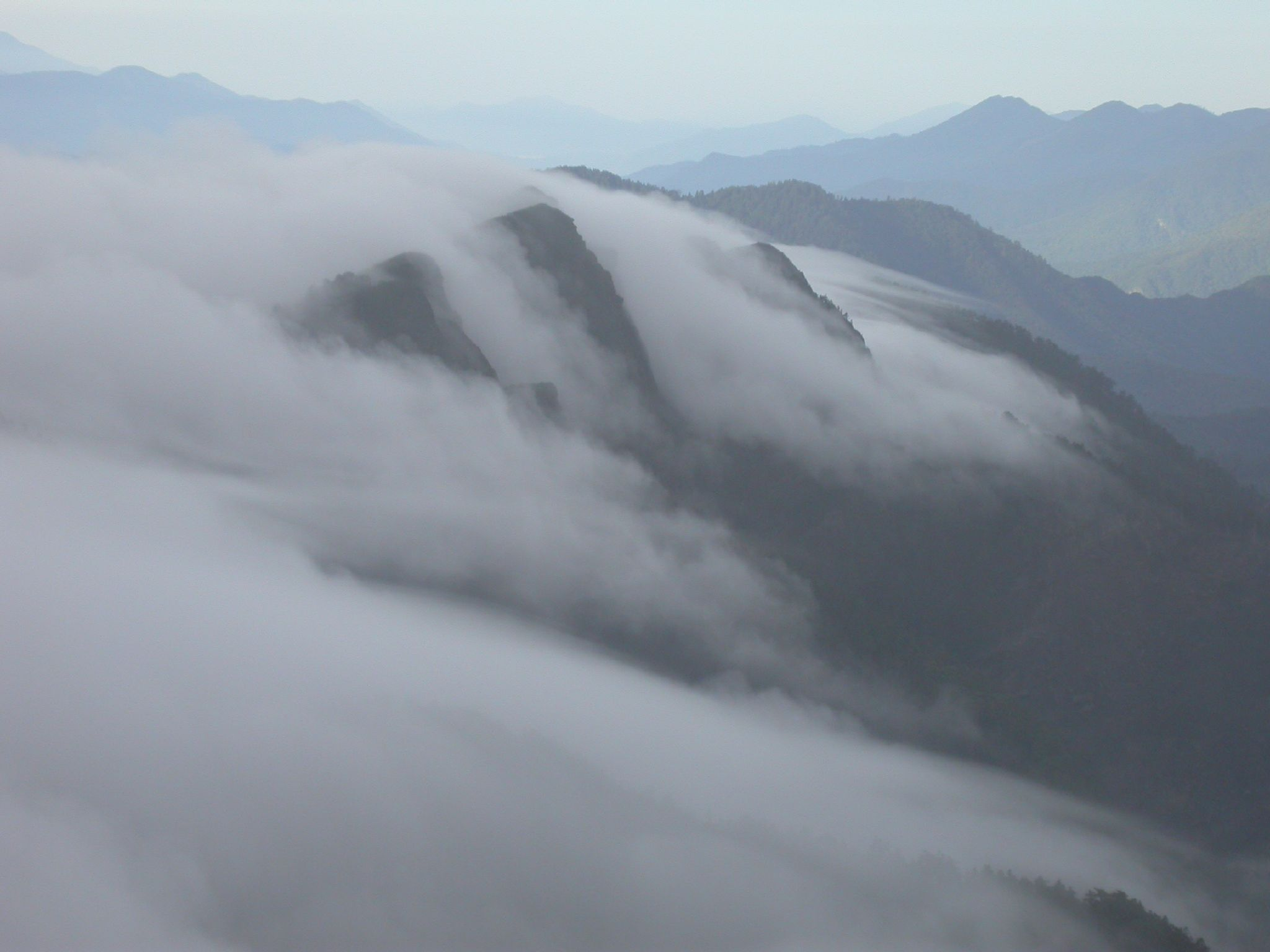
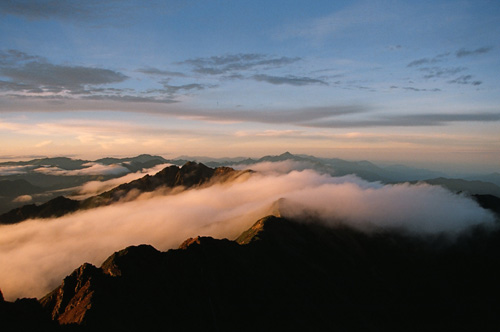
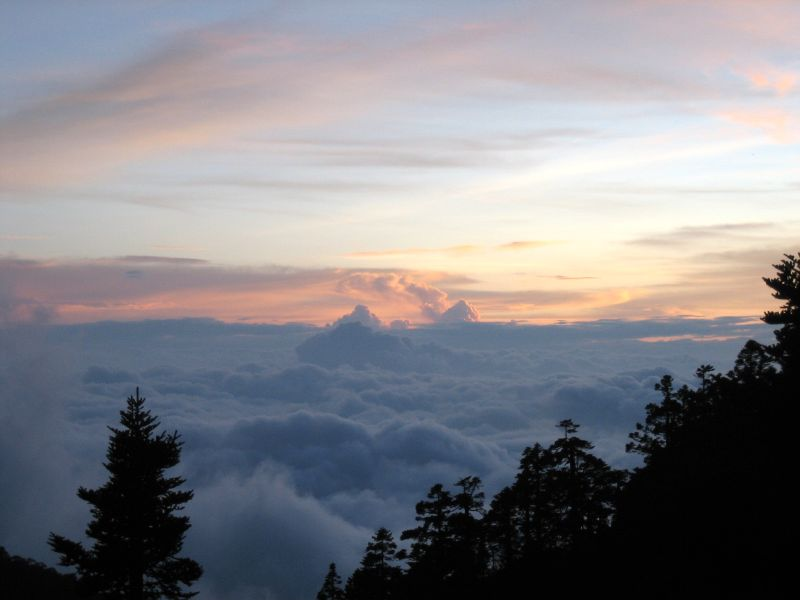